# Argyrotheca mayi
Argyrotheca mayi är en armfotingsart som beskrevs av Blochmann 1914. Argyrotheca mayi ingår i släktet Argyrotheca och familjen Megathyrididae. Inga underarter finns listade i Catalogue of Life.